# 日南駅
日南駅（にちなんえき）は、宮崎県日南市中央通一丁目にある、九州旅客鉄道（JR九州）日南線の駅である。

## 歴史
- 1941年（昭和16年）10月28日：鉄道省志布志線（現・日南線）油津駅 - 北郷駅間延伸時に吾田駅（あがたえき）として開設[1]。
- 1952年（昭和27年）1月1日：日南駅（にちなんえき）に改称[4]。
- 1963年（昭和38年）5月8日：志布志線志布志駅 - 北郷駅間が日南線へ編入、同線の駅となる[5]。
- 1982年（昭和57年）11月25日：貨物取扱廃止[5]。
- 1985年（昭和60年）3月14日：荷物扱い廃止[5]。
- 1986年（昭和61年）11月1日：無人駅化[6]。
- 1987年（昭和62年）4月1日：国鉄分割民営化に伴い、九州旅客鉄道（JR九州）の駅となる[5]。
- 2015年（平成27年）4月1日：簡易委託駅化（日南市受託）[3]。
- 2022年（令和4年）4月1日：宮崎支社発足、鹿児島支社から同支社へ移管[7]。
- 2023年（令和5年）11月2日：JR九州と台湾鉄路管理局（台鉄）が台湾台中市の日南駅と当駅の姉妹駅協定を結ぶ[8]。

## 駅構造
単式ホーム1面1線を有する地上駅、。元々は単式・島式ホーム2面3線であり、現在使用しているは当時の単式ホーム部分である。また、以前は当駅より王子製紙日南工場への専用線が接続していた。
2015年（平成27年）3月31日までは業務委託駅（JR九州鉄道営業（現・JR九州サービスサポート）受託）であったが、同年4月1日から簡易委託駅（日南市受託）となった。きっぷうりばが設置されている。

## 利用状況
2015年（平成27年）度の1日平均乗車人員は256人である。
近年の1日平均乗車人員の推移は以下の通り。
| 年度   | 1日平均 乗車人員 |
| ------ | ---------------- |
| 1996年 | 445              |
| 1997年 | 428              |
| 1998年 | 441              |
| 1999年 | 444              |
| 2000年 | 436              |
| 2001年 | 422              |
| 2002年 | 395              |
| 2003年 | 391              |
| 2004年 | 388              |
| 2005年 | 364              |
| 2006年 | 362              |
| 2007年 | 333              |
| 2008年 | 324              |
| 2009年 | 282              |
| 2010年 | 249              |
| 2011年 | 237              |
| 2012年 | 240              |
| 2013年 | 259              |
| 2014年 | 262              |
| 2015年 | 256              |

## 駅周辺

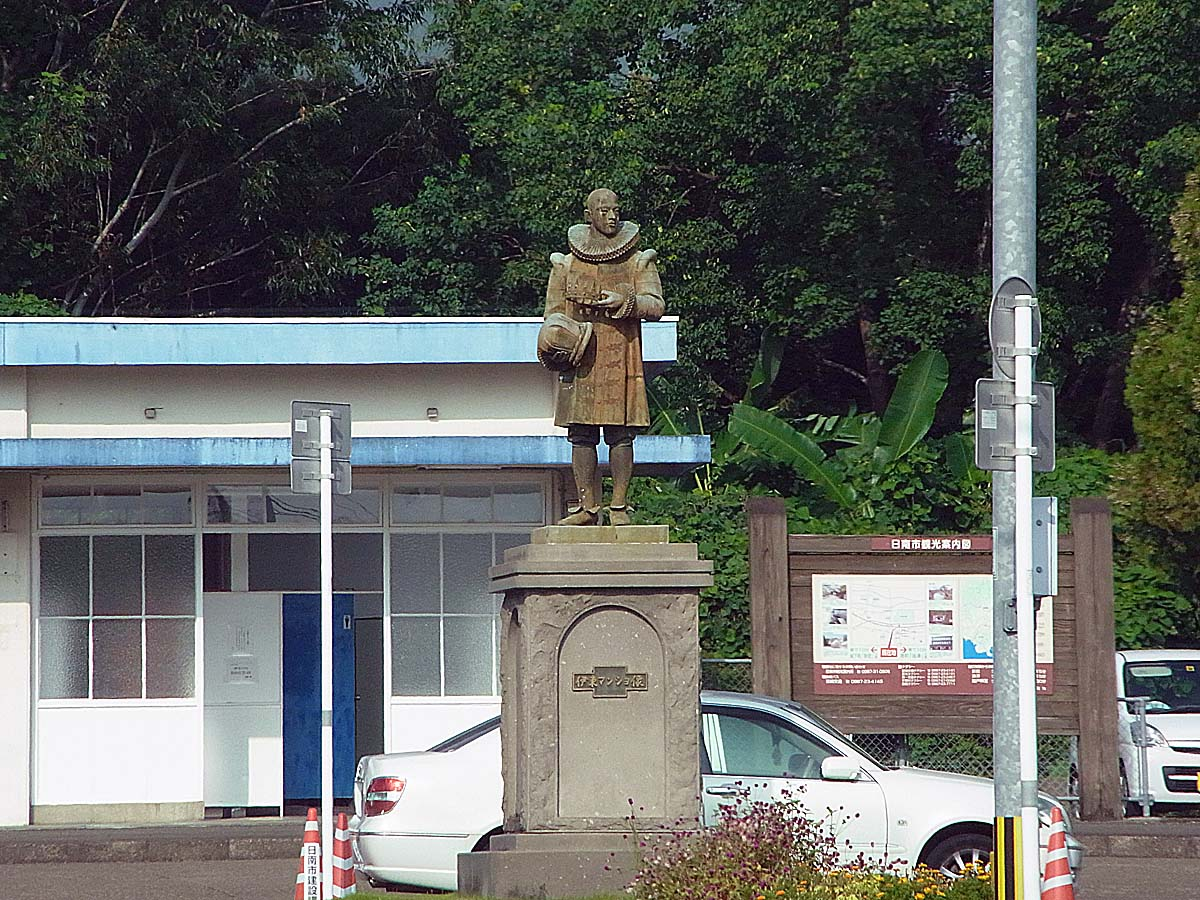
伊東マンショ像

駅前広場には伊東マンショの像がある。
- 日南市役所
- 日南警察署
- 日南市文化センター
- 日南市保健福祉センター
- 日南総合運動公園
  - 東光寺球場
- 日南学園中学校・高等学校
- 国道222号

### バス路線
駅前ロータリー内に宮崎交通及び日南市コミュニティバスの停留所が設置されている。
- 宮崎交通
  - 一里松 → 宮ノ前 → （飫肥城） → 飫肥
  - 油津 → 南郷 → 贄波 → 夫婦浦 → 古都 → 幸島入口
  - 東郷支所 → 北郷温泉 → 北郷駅前 → さくらアリーナ
  - 油津・油津港
  - 油津 → 鵜戸神宮 → 伊比井 → 青島 → 宮崎空港 → 宮交シティ → 宮崎駅

- 日南市コミュニティバス
  - つわぶき号：中部病院 → 狭間 → 塚田 → 南平
  - わかば号
    - 飫肥駅 → 下板敷研修センター → 旧吉野方小学校（月・水・金）
    - 飫肥駅 → 楠原 → 新村（火・木・土）

## 隣の駅
九州旅客鉄道（JR九州）
■日南線
- 特急「海幸山幸」停車駅

■快速「日南マリーン号」・■普通
飫肥駅 - 日南駅 - 油津駅